# Городиський Володимир Васильович
Володимир Васильович Городиський (нар. 23 лютого 1950, с. Уріж, Дрогобицький район, Дрогобицька область, УРСР, СРСР) — український танцюрист, балетмейстер та хореограф, Заслужений артист України (1995), провідний спеціаліст хореографічного жанру Львівського Державного обласного центру народної творчості і культурно-освітньої роботи, балетмейстер-постановник дитячого дівочого вокально-хореографічного ансамблю «Панночка». 

## Життєпис
Володимир Городиський народився 23 лютого 1950 року в селі Уріж, тоді ще Дрогобицької області, Української РСР.
У  1971 році закінчив Снятинське культосвітнє училище, викладач В. Петрик.
З 1970 року працював у Ансамблі пісні і танцю Західного оперативного командування у Львові танцюристом та балетмейстером.

## Доробок
Здійснив постановки хореографічних композицій:
- «На вірність народу України»;
- «Козацькі ігри»;
- «Опришки Довбуша».

Виконавець партій Отамана («Українські козаки»), Старшини («Солдати Прикарпаття»), Старого Майстра («Шевчики»).